# 高座郡
高座郡（日语：／ Kōza gun */?）是日本神奈川縣（相模国）的一郡。
現僅轄有寒川町一町。
由於已接近改制為市的基本條件（人口五萬人以上），如果未來改制，也將會使高座郡因無管轄町村而廢除。

## 郡域

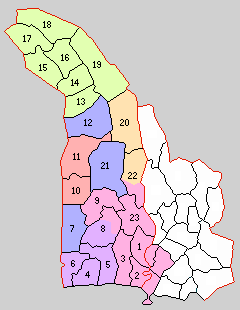
1.藤澤大坂町 2.鵠沼村 3.明治村 4.茅崎村 5.松林村 6.鶴嶺村 7.寒川村 8.小出村 9.御所見村 10.有馬村 11.海老名村 12.座間村 13.新磯村 14.麻溝村 15.田名村 16.溝村 17.大澤村 18.相原村 19.大野村 20.鶴見村 21.綾瀨村 22.澀谷村 23.六會村（紅：藤澤市 紫：茅崎市 橙：海老名市 黃：大和市 綠：相模原市 藍：沒有合併）

以下是過去屬於高座郡之地域。
- 綾瀨市
- 海老名市
- 相模原市（中央區・南區全域、綠區一部）
- 座間市
- 茅崎市
- 藤澤市一部
- 大和市